# Winfried Nerdinger

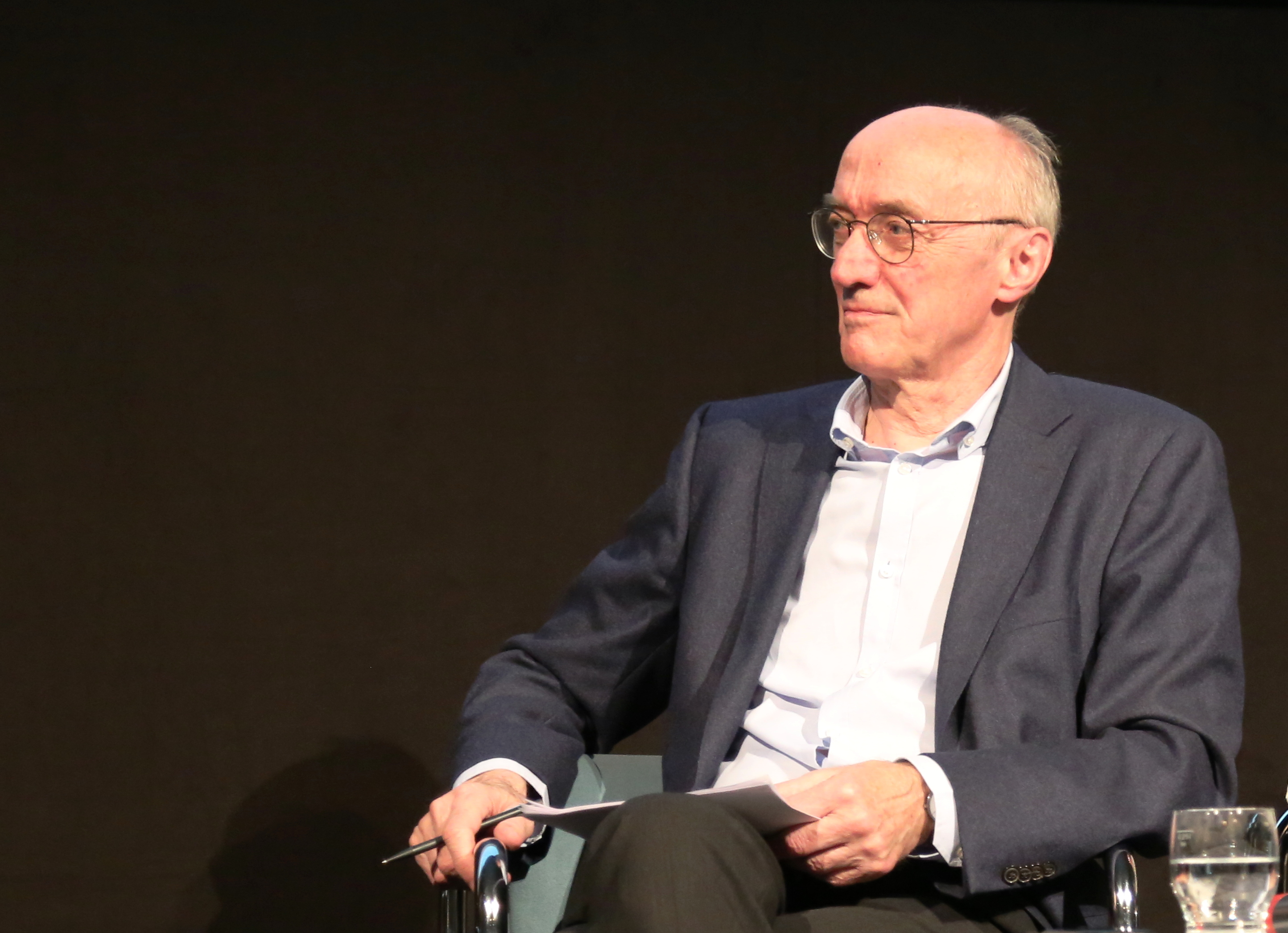
Winfried Nerdinger, 2017

Winfried Nerdinger (* 24. August 1944 in Burgau) ist ein deutscher Architekturhistoriker. 
Er war Professor für Geschichte der Architektur und Baukonstruktion an der TU München sowie Direktor der Abteilung Bildende Kunst der Bayerischen Akademie der Schönen Künste. Er ist außerordentliches Mitglied im Bund Deutscher Architekten (BDA). Bis 2012 war er Direktor des Architekturmuseums der Technischen Universität München. Von 2012 bis 2018 war er Gründungsdirektor des NS-Dokumentationszentrums München. Seit Juli 2019 ist er Präsident der Bayerischen Akademie der Schönen Künste.

## Leben und Wirken
Winfried Nerdinger ist der Sohn des im marxistischen Arbeiterwiderstand gegen den Nationalsozialismus aktiven Gebrauchsgrafikers Eugen Nerdinger. Sein Studium der Architektur schloss er 1971 als Diplom-Ingenieur ab und wurde 1979 in Kunstgeschichte an der TU München bei Josef Adolf Schmoll genannt Eisenwerth über das Thema Rudolf Belling und die Kunstströmungen in Berlin 1919–1923 promoviert (ausgezeichnet mit dem erstmals vergebenen Promotionspreis der TUM).
Seit 1986 war er Professor für Architekturgeschichte an der TU München bis zu seiner Emeritierung im Jahr 2012. Er ist seitdem als TUM Emeritus of Excellence der Universität weiterhin verbunden. Ferner war er Gastprofessor an der Universität Harvard und der Universität Helsinki sowie Cummings lecturer an der McGill University in Montreal und hatte im Wintersemester 2015/16 die Otto-von-Freising-Gastprofessur an der Katholischen Universität Eichstätt inne. 2016 hielt er die Weiße-Rose-Gedächtnisvorlesung.
Von 1989 bis 2012 war Nerdinger Direktor des Architekturmuseums der Technischen Universität München. Als er nach seinem Architekturstudium an die damalige Architektursammlung kam, befand sich diese in einem Abstellraum über der Bibliothek sowie in einer gemieteten Wohnung an der Augustenstraße und beherbergte gerade einmal eine Handvoll Modelle und circa 150.000 Pläne. Bei seiner Emeritierung 2012 waren es über 1100 Modelle, 550.000 Pläne, 200.000 Fotografien sowie zahllose Archivalien, die Nerdinger zusammengetragen und damit an der TU München das bedeutendste Spezial- und Forschungsarchiv für Architektur in Deutschland aufgebaut hat.
1995 wurde Nerdinger auch Direktor des Architekturmuseums Schwaben in Augsburg. Von 2004 bis 2019 war er zudem Direktor der Abteilung Bildende Kunst der Bayerischen Akademie der Schönen Künste. Seit 2006 ist er Vorsitzender der Alvar-Aalto-Gesellschaft.
Von 2012 bis 2018 war Nerdinger Gründungsdirektor des NS-Dokumentationszentrums München. Er war 1988 Mitglied des Initiativkreises, das die Errichtung forderte, und leitete als Gründungsdirektor federführend die inhaltliche Ausgestaltung des am 30. April 2015 mit einem Festakt eröffneten Neubaus am Münchner Königsplatz.
Mit seinen Büchern, Schriften und Ausstellungen hat Nerdinger entscheidende Beiträge zur Erforschung der Kunst- und Architekturgeschichte sowie zu einem öffentlichen Bewusstsein für die Bedeutung von Architektur geleistet. In letzter Zeit hat er sich auch vermehrt mit dem Thema Rekonstruktion auseinandergesetzt.

## Ehrungen
- Auszeichnung mit dem Ritterkreuzes 1. Klasse des Ordens der Weißen Rose der Republik Finnland
- 2006: Architekturpreis der Landeshauptstadt München
- 2006: Medaille München leuchtet in Gold
- 2009: Leo-von-Klenze-Medaille[9]
- 2011: Bayerischer Architekturpreis
- 2011: Bayerischer Staatspreis für Architektur
- 2015: Mitglied der Academia Europaea.[10]
- 2017: Verdienstkreuz am Bande des Verdienstordens der Bundesrepublik Deutschland[11]
- 2017: Auszeichnung mit der polnischen Ehrenmedaille „Bene Merito“[12]

## Veröffentlichungen (Auswahl)
Als Autor
- Rudolf Belling und die Kunstströmungen in Berlin 1918–1925. Mit einem Katalog der plastischen Werke. Jahresgabe des Deutschen Vereins für Kunstwissenschaft 1980. Berlin 1981, ISBN 978-3-87157-090-2.
- Die Architekturzeichnung – Vom barocken Idealplan zur Axonometrie. In Zusammenarbeit mit Florian Zimmermann. München 1985, 2. Auflage 1987; spanische Ausgabe: Dibujos de Arquitectura – Del diseño ideal barroco a la axonometria. Madrid 1987.
- The Walter Gropius Archive. 3 Bände. New York 1990.
- Der Architekt Walter Gropius / The Architect Walter Gropius. Berlin 1985, 2. erweiterte Auflage 1996; italienische Ausgabe: Walter Gropius – opera completa. Mailand 1987, 2. Auflage 1993.
- Theodor Fischer – Architekt und Städtebauer 1862–1938. Mit Beiträgen von Herman van Bergeijk u. a. Berlin 1988, ISBN 978-3-433-02084-5; italienische Ausgabe: Theodor Fischer 1862–1938 – Architetto e urbanista. Mailand 1989.
- Architekturschule München 1868–1993. In Zusammenarbeit mit Katharina Blohm. München 1993.
- Architektur und Städtebau der 30er/40er Jahre. In Zusammenarbeit mit Werner Durth. Schriftenreihe des Deutschen Nationalkomitees für Denkmalschutz Band 46. Bonn 1993.
- Architekturführer Deutschland 20. Jahrhundert. In Zusammenarbeit mit Cornelius Tafel. Basel 1996; italienische Ausgabe: Germania – Guida all’ architettura del Novecento. Mailand 1995; englische Ausgabe: Germany 20th Century – Architectural Guide. Basel 1996.
- Architektur, Macht, Erinnerung. Stellungnahmen 1984–2004. Hrsg. Christoph Hölz, Regina Prinz. München 2004.
- Geschichte, Macht, Architektur. Hrsg. Werner Oechslin. München 2012.
- Erinnerung gegründet auf Wissen | Remembrance Based on Knowledge. Das NS-Dokumentationszentrum München | The Munich Documentation Centre for the History of National Socialism. München 2018.
- Das Bauhaus. Werkstatt der Moderne. C.H. Beck München 2018, ISBN 978-3-406-72760-3.
- Walter Gropius. Architekt der Moderne. C.H. Beck München 2019, ISBN 978-3-406-74133-3.
- Architektur in Deutschland im 20. Jahrhundert. Geschichte, Gesellschaft, Funktionen. C.H. Beck München 2023, ISBN 978-3-406-80712-1.
- Recherchen Reflexionen Positionen. Studien zur Architektur- und Kulturgeschichte., Hrsg. Wilhelm Vossenkuhl, München 2024, ISBN 978-3-7913-7760-5.

Als Herausgeber
- Leo von Klenze. Architekt zwischen Kunst und Hof 1784–1864, München u. a. 2000, 2. Aufl.: 2001.
- Gottfried Semper 1803–1879. Architektur und Wissenschaft, München / Zürich 2003 (in Zusammenarbeit mit Werner Oechslin).
- Frei Otto – Das Gesamtwerk. Leicht bauen – natürlich gestalten, Basel/München 2005, ISBN 978-3-7643-7233-0; englische Ausgabe: Frei Otto – Complete Works. Lightweight Construction – Natural Design, Basel / Berlin / Boston 2005; chinesische Ausgabe: Frei Otto. Complete Works – Lightweight Constructions. Natural Design, China Architecture & Building Press 2010.
- 100 Jahre Deutscher Werkbund 1907–2007. Prestel-Verlag, München 2007, ISBN 978-3791338675.
- Architektur wie sie im Buche steht. Fiktive Bauten und Städte in der Literatur, Salzburg 2007; spanische Ausgabe: Arquitectura Escrita, Madrid 2010.
- Geschichte der Rekonstruktion – Konstruktion der Geschichte, München u. a. 2010.
- Die Weisheit baut sich ein Haus. Architektur und Geschichte von Bibliotheken, München u. a. 2011 (in Zusammenarbeit mit Werner Oechslin).
- Bauen mit Holz. Wege in die Zukunft. Publikation zur Ausstellung im Architekturmuseum der Technischen Universität München in der Pinakothek der Moderne, 10. November 2011 bis 5. Februar 2012, Herausgegeben von Hermann Kaufmann und Winfried Nerdinger in Zusammenarbeit mit Martin Kühfuss, Mirjana Grdanjski. Prestel, München 2011, ISBN 978-3-7913-5180-3.
- ›L’architecture engagée‹ – Manifeste zur Veränderung der Gesellschaft, München u. a. 2012.
- Der Architekt. Geschichte und Gegenwart eines Berufsstandes. 2 Bände. München 2012.
- München und der Nationalsozialismus. Katalog des NS-Dokumentationszentrums Beck, München 2015, ISBN 978-3-406-66701-5.
- In Zusammenarbeit mit Christoph Wilker: Die Verfolgung der Zeugen Jehovas in München 1933–1945. Metropol Verlag, Berlin, 2018. ISBN 978-3-86331-401-9.
- Otl Aicher – Designer. Typograf. Denker. Herausgegeben von Winfried Nerdinger und Wilhelm Vossenkuhl, München 2022, ISBN 978-3-7913-7943-2; englische Ausgabe: Otl Aicher – Design. Type. Thinking., München 2022, ISBN 978-3-7913-7944-9.